# Juan José Valenzuela
Juan José Valenzuela Larenas (Concepción, ¿?-ibíd, 16 de junio de 1907) fue un abogado, agricultor y político radical chileno.

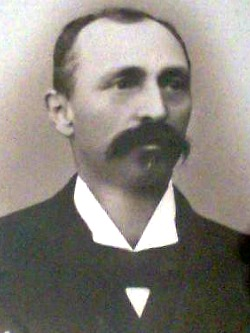
Fotografía parlamentaria.

## Biografía
Nació en Concepción, Chile.
Se casó con su prima en segundo grado, Margarita Osses Larenas y tuvieron un hijo: Horacio Valenzuela Osses.
Estudió preparatoria y humanidades en Concepción. Abogado de la Universidad de Chile.
Posteriormente, se fue a vivir a Rere, y se dedicó a las actividades agrícolas en los tres fundos que llegó a tener en la zona.
Fue militante del Partido Radical (PR) y miembro de la masonería.
Electo diputado por Rere y Puchacay, por el período 1906-1909. Integró la Comisión Permanente de Industria. Falleció en junio de 1907, sin terminar su período como diputado. El 12 de agosto del mismo año, se incorporó en su reemplazo Emiliano Figueroa Larraín.
Viajó por barco a Europa, donde permaneció por seis años estudiando y trabajando.
Falleció en su ciudad natal Concepción, el 16 de junio de 1907.